# Falsistrellus mackenziei
Falsistrellus mackenziei là một loài động vật có vú trong họ Dơi muỗi, bộ Dơi. Loài này được Kitchener, Caputi, & Jones mô tả năm 1986.